# Antonio Lamer
Antonio Lamer, né le 8 juillet 1933 à Montréal et mort le 24 novembre 2007 à Ottawa à l'âge de 74 ans, fut juge en chef à la Cour suprême du Canada du 1er juillet 1990 au 7 janvier 2000.

## Biographie
Né à Montréal, au Québec, le 8 juillet 1933, Antonio Lamer obtint un diplôme en droit de l'Université de Montréal en 1956 et fut reçu au Barreau du Québec en 1957.
En 1969, il fut nommé à la Cour supérieure du Québec avant d'être promu à la Cour d'appel du Québec en 1978. Deux ans plus tard, le 28 mars 1980, il fut nommé à la Cour suprême du Canada.
Tout au long de sa carrière, le juge Lamer reçut de nombreuses distinctions. Il fut entre autres nommé Compagnon de l'Ordre du Canada et il reçut des diplômes honorifiques des universités de Moncton, Ottawa, Montréal, Toronto ainsi que de l'Université du Nouveau-Brunswick, Université Dalhousie, Université de la Colombie-Britannique et l'Université Saint-Paul.
Il joua un rôle important à la création de la Charte canadienne des droits et libertés en 1982.
Ses funérailles ont eu lieu à la cathédrale Marie-Reine-du-Monde le 30 novembre 2007 et il a été enterré au Cimetière Notre-Dame-des-Neiges, à Montréal.